# Downingia laeta
Downingia laeta är en klockväxtart som först beskrevs av Edward Lee Greene, och fick sitt nu gällande namn av Edward Lee Greene. Downingia laeta ingår i släktet Downingia och familjen klockväxter. Inga underarter finns listade i Catalogue of Life.